# Леві Генріксен
Леві Генріксен (норв. Levi Henriksen нар. 15 травня 1964, Конгсвінгер, Норвегія) — норвезький письменник, журналіст, музикант.

## Життєпис
Народився 1964 року в Конгсвінгері, де й живе більшу частину життя. Має дочку Лею.

## Творчість

### Музика
Генріксен відомий як гітарист, басист, співак, автор текстів і музики гурту «Levi Henriksen & Babylon Badlands».